# Siffleur de Gilbert
Pachycephala inornata
Espèce
Statut de conservation UICN

 LC  : Préoccupation mineure
Le Siffleur de Gilbert (Pachycephala inornata) est une espèce d'oiseaux appartenant à la famille des Pachycephalidae.

## Répartition
Il est endémique d'Australie.